# 이시영 (축구 선수)
이시영(李是英, 1997년 4월 21일 ~ )은 대한민국의 축구 선수이다. 포지션은 수비수이며 현재 수원 FC 소속이다.

## 선수 경력

### 프로 경력
2018시즌을 앞두고 K리그2의 성남 FC에 입단했다.
2019시즌을 앞두고 광주 FC로 임대되었다.
2020시즌을 앞두고 K리그2의 서울 이랜드 FC로 임대 이적했다.
2023시즌을 앞두고 FC 서울로 이적하였다.

### 국가대표 경력
2018년 아시안 게임 축구 국가대표에 선발되었다.

## 수상
대한민국
- 아시안 게임 축구 : 금메달 (2018)

광주 FC
- K리그2 우승: 2019